# Koenigsegg CCXR Special Edition
Koenigsegg CCXR Special Edition — це спеціальна версія суперкара Koenigsegg CCXR, розроблена шведською компанією Koenigsegg. Вона відзначалася покращеними технічними характеристиками та обмеженим тиражем.

## Історія
Koenigsegg CCXR Special Edition був представлений у 2008 році як удосконалена версія CCXR. Автомобіль призначався для справжніх ентузіастів швидкості та технологій, поєднуючи у собі потужність і екологічність завдяки можливості роботи на біоетанолі E85.

## Дизайн та технічні характеристики
Koenigsegg CCXR Special Edition отримав унікальний аеродинамічний пакет, що включав покращені сплітери та задній антикрило. Основні характеристики:
- 4,8-літровий двигун V8 із подвійним турбонаддувом
- Потужність до 1018 к.с. при використанні біоетанолу
- Карбоново-кевларовий кузов для зменшення ваги
- Максимальна швидкість понад 400 км/год

## Вплив та спадщина
Koenigsegg CCXR Special Edition став одним із найшвидших суперкарів свого часу. Його технологічні рішення вплинули на подальші моделі бренду, включаючи Koenigsegg Jesko та Regera. Він також отримав широке визнання серед автомобільних ентузіастів та колекціонерів.